# Do It Again (The Chemical Brothers)
Do It Again is een nummer van The Chemical Brothers, uitgebracht op 18 juni 2007 door het platenlabel Virgin. Het nummer behaalde de 12e positie in de UK Singles Chart.